# حلقه گل

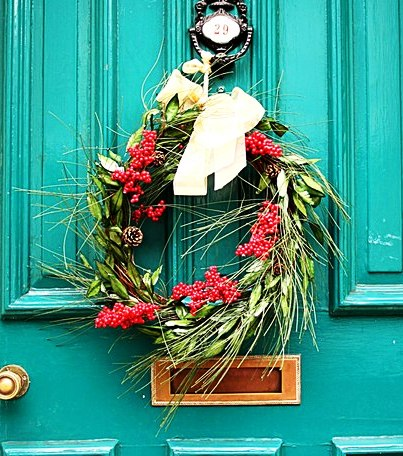
یک حلقه گل کریسمس که روی دری در انگلستان آویخته شده‌است.

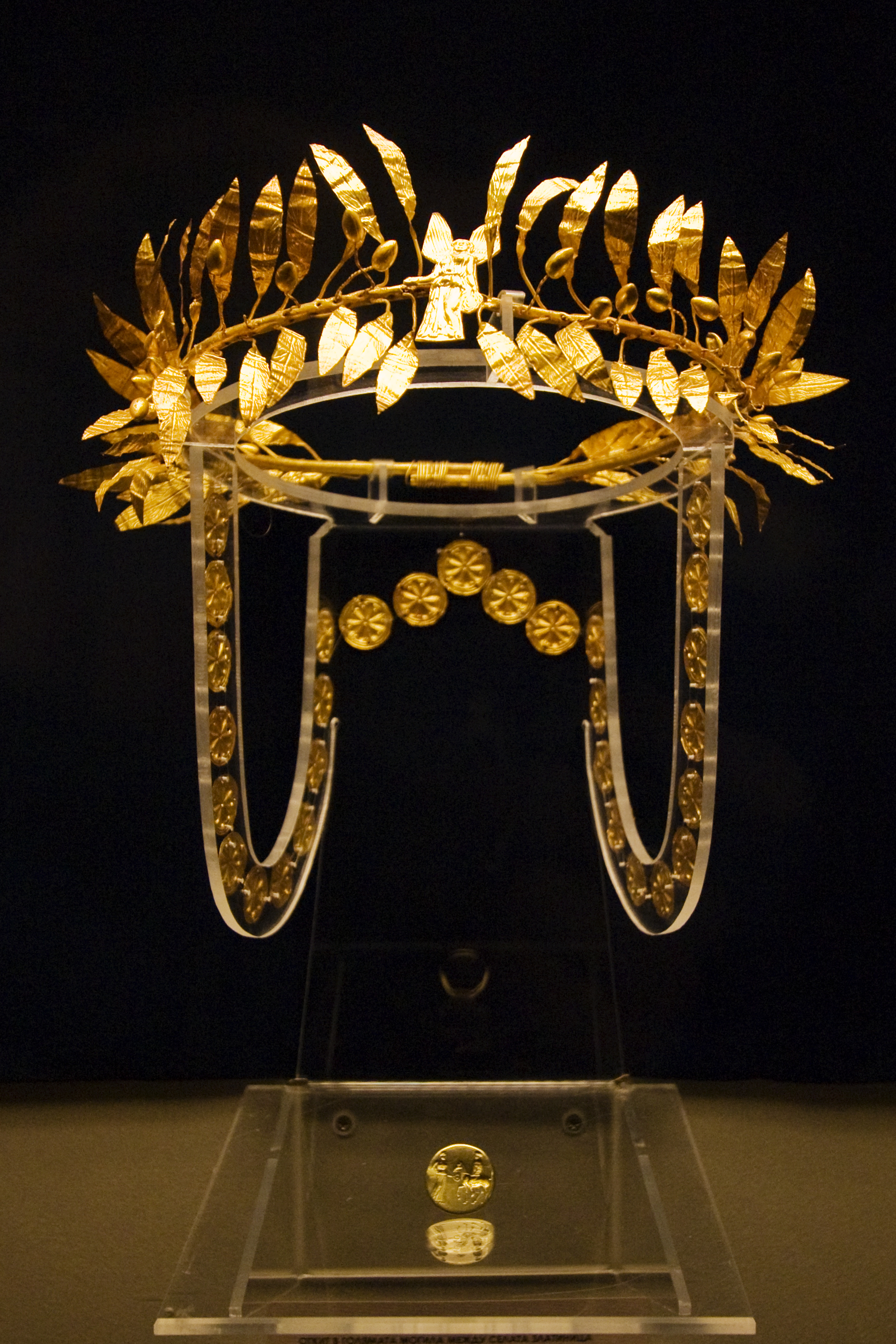
حلقه‌گل و انگشتر سیمین که از آرامگاه یک اشرافزاده اردوسی در یامبول بلغارستان کنونی یافت‌شده‌است. متعلق به قرن چهارم پیش از میلاد

حلقهٔ گل یا تاج گل دسته‌ای از گل، برگ، میوه، شاخه‌های کوچک یا مواد دیگری است که به شکل حلقه ساخته شده‌است.
در کشورهای انگلیسی‌زبان، حلقه‌های گل معمولاً به عنوان تزئینات خانگی و به‌طور عمده دکوراسیون کریسمس مورد استفاده قرار می‌گیرد. همچنین در بیشتر فرهنگ‌ها در دنیا از آن‌ها در رویدادهای تشریفاتی استفاده می‌شود. حلقه‌های گل تاریخ و نمادی طولانی دارند. حلقه‌های گل معمولاً از درختان همیشه سبز درست می‌شوند و نماد قدرت محسوب می‌شوند. چرا که درختان همیشه‌سبز حتی در سخت‌ترین زمستان‌ها هم دوام می‌آورند. برای ساخت حلقه‌ها ممکن است برگ بو هم مورد استفاده قرار گیرد که در این صورت آن را حلقه برگ بو  می‌نامند.
تاج گل های اتروسکی باستانی
تاج گلی با برگ‌های پیچک و توت‌ها، سر ساتیر در دو انتها. ورق طلا، آثار هنری اتروسکی، 400–350 قبل از میلاد. از مقبره ای در نزدیکی تارکینیا.
تاج گل طرحی بود که در دوران باستان در جنوب اروپا استفاده می شد. شناخته شده ترین آنها قطعات جواهرات تمدن اتروسکی است که از طلا یا سایر فلزات گرانبها ساخته شده است. نمادهایی از اسطوره های یونانی اغلب در طرح ها ظاهر می شود که در انتهای تاج گل با فلز گرانبها نقش بسته است. نویسندگان روم باستان به تاج‌های اتروسکی اشاره می‌کنند که تاج‌هایی بودند که برگ‌هایشان روی پس‌زمینه دوخته می‌شد.[2] این تاج گل ها شبیه یک بند است که برگ های فلزی نازکی به نوار زینتی متصل شده است.[3] تاج‌های گل نیز در مدال‌های اتروسکی مهر شده‌اند. گیاهان نشان داده شده در ساخت تاج گل در جواهرات اتروسکی عبارتند از پیچک، بلوط، برگ زیتون، مرت، لورل، گندم و انگور.
تاج های گل توسط حاکمان اتروسک به عنوان تاج پوشیده می شد. نماد اتروسک همچنان در یونان و روم باستان استفاده می شد. قضات رومی همچنین تاج‌های طلایی را به عنوان تاج بر سر می‌گذاشتند تا نشانه‌ای نمادین از نسب خود به فرمانروایان اولیه اتروسک روم باشد. قضات رومی همچنین از چندین نماد برجسته اتروسکی علاوه بر تاج تاج طلایی استفاده می کردند: فاسس، صندلی کورول، توگا ارغوانی و میله عاج.[4]
یونان و روم باستان
همچنین ببینید: تاج گل زیتون و تاج گل لورل
مجسمه نیم تنه آپولو با تاج گل لور.
در دنیای یونانی-رومی، تاج گل ها به عنوان زینتی استفاده می شد که می توانست نشان دهنده شغل، رتبه، دستاوردها و موقعیت یک فرد باشد. تاج گلی که معمولاً مورد استفاده قرار می گرفت تاج گل لور بود. استفاده از این تاج گل از اسطوره یونانی مربوط به آپولون، پسر زئوس و خدای زندگی و نور است که عاشق پوره دافنه شد. هنگامی که او او را تعقیب کرد، فرار کرد و از خدای رودخانه پنئوس خواست تا به او کمک کند. پنئوس او را به درخت لور تبدیل کرد. از آن روز، آپولو تاج گلی بر سرش گذاشت. تاج گل های لورل با آنچه آپولو تجسم می کرد پیوند خورد. پیروزی، دستاورد و موقعیت و بعدها به یکی از رایج ترین نمادها برای پرداختن به دستاوردها در سراسر یونان و روم تبدیل شد. تاج گل های لورل برای تاج گذاری ورزشکاران پیروز در بازی های المپیک اصلی استفاده می شد[5] و هنوز در ایتالیا توسط دانشجویانی که به تازگی فارغ التحصیل شده اند استفاده می شود.[6]
انواع دیگر گیاهانی که برای ساختن تاج های تاج استفاده می شد نیز معنای نمادین داشتند. به عنوان مثال، برگ های بلوط نماد خرد بود و با زئوس مرتبط بود، که طبق اساطیر یونانی تصمیمات خود را در حالی که در بیشه بلوط استراحت می کرد، می گرفت. دوازده جدول، مربوط به 450 قبل از میلاد، به تاج گل های تشییع جنازه به عنوان یک سنت دیرینه اشاره می کند.[7] تاج گل زیتون جایزه برنده بازی های المپیک باستانی بود.[8]